# Craibia brevicaudata
Craibia brevicaudata là một loài thực vật có hoa trong họ Đậu. Loài này được (Vatke) Dunn miêu tả khoa học đầu tiên.